# 纤细海棒槌
纤细海棒槌（学名：Paracaudina delicata）为尻参科海棒槌属的动物。在中国大陆，分布于福建、北部湾沿岸等地，多生活于水深10-21米的沙底。该物种的模式产地在北部湾。